# Miss Campus
Pour plus de détails, voir Fiche technique et Distribution.
Miss Campus (Sydney White) est un film américain réalisé par Joe Nussbaum (en), sorti en 2007.

## Synopsis
Arrivée dans l'université de South Atlantic, Sydney White cherche à entrer dans la prestigieuse confrérie féminine fondée par sa défunte mère. Mais elle découvre que ce club a évolué pour le pire sous la férule de la narcissique et cruelle Rachel. Dégoûtée de cet avilissement elle quitte la fraternité, mais se retrouve du même coup à la rue. Elle trouve alors refuge dans la maison d'un groupe de sept exclus de sa faculté, avec lesquels elle va ourdir un plan pour briser la mainmise de Rachel sur le campus et redonner leur dignité aux laissés-pour-compte du campus.

## Fiche technique
- Titre original : Sydney White
- Titre français : Miss Campus[1]
- Réalisation : Joe Nussbaum (en)
- Scénario : Chad Gomez Creasey
- Photographie : Mark Irwin
- Montage : Danny Saphire
- Musique : Deborah Lurie
- Production : David C. Robinson, James G. Robinson et Clifford Werber
- Sociétés de production : Morgan Creek Productions, SW7D Productions et Clifford Werber Productions
- Société de distribution : Morgan Creek International
- Pays d'origine :  États-Unis
- Langue originale : anglais
- Format : couleur - 35 mm - 2,35:1 - son Dolby Digital / SDDS / DTS
- Genre : comédie, romance
- Durée : 104 minutes
- Dates de sortie[2] : 
  - États-Unis : 21 septembre 2007
  - France : 2 septembre 2008 (sorti directement en DVD)

## Distribution
Légende : 1er doublage (2008) / 2e doublage disponible sur Netflix
- Amanda Bynes (VF : Marie-Eugénie Maréchal / Sofia Abouatmane ; VQ : Stéfanie Dolan) : Sydney White
- Sara Paxton (VF : Sybille Tureau / Marie Braam ; VQ : Catherine Bonneau) : Rachel Witchburn
- Matt Long (VF : Nessym Guetat / Maxime Van Santfoort ; VQ : Alexandre Fortin) : Tyler Prince
- Jack Carpenter (VF : Emmanuel Garijo / Alessandro Bevilacqua ; VQ : Sébastien Rajotte) : Lenny
- Danny Strong (VF : Jérémy Prévost / Antoni Lo Presti ; VQ : Alexis Lefebvre) : Gurkin
- Samm Levine (VF : Christophe Lemoine / Grégory Praet ; VQ : Marc Saint-Martin) : Spanky
- Jeremy Howard (VF : Mathias Kozlowski / Stéphane Pelzer ; VQ : Philippe Martin) : Terrance
- Crystal Hunt (VF : Karine Foviau / Audrey Delvos ; VQ : Geneviève Désilets) : Demetria « Dinky » Rosemead
- Adam Hendershott (VF : Charles Pestel ; VQ : Xavier Dolan) : Jeremy
- Arnie Pantoja (VF : Vincent de Bouard / Thibaut Delmotte) : George
- John Schneider (VF : Philippe Vincent / Simon Duprez ; VQ : Sylvain Hétu) : Paul White
- Donté Bonner (VF : Mohad Sanou) : Embele
- Ashley Eckstein (VQ : Claudia-Laurie Corbeil) : Alicia
- Brian Patrick Clarke (VF : Patrick Béthune / Steve Driesen) : le professeur Carlton

 Source et légende : version française (VF) sur RS Doublage  ; version québécoise (VQ) sur Doublage.qc.ca